# 協和帝
協和帝（きょうわてい、ヒエップホアてい、Hiệp Hoà、1847年11月1日（紹治7年9月24日） - 1883年11月29日（嗣徳36年10月30日））は、阮朝の第6代皇帝（在位:1883年7月23日 - 同年11月29日）。諱は阮福洪佚（Nguyễn Phúc Hồng Dật）、後に阮福昇（Nguyễn Phúc Thăng）と改めた。
紹治帝の第29皇子としてフエで生まれた。朗国公に叙せられていたが、嗣徳帝の後を継いだ育徳帝の後継者の地位を剥奪され、38歳で即位した。
協和帝が即位した頃は清仏戦争が依然として続いており、戦場となった国内ではフランス軍が優勢となっていた。朝廷では阮文祥・尊室説・陳践誠の3名が輔政大臣となって実権を握り、協和帝は彼らの傀儡でしかなかった。
1883年8月20日、順安の戦いでフランス軍に敗北。1883年8月25日、フランスの保護国となる癸未条約に調印し、ベトナムの独立は失われたが、トンキン戦争はその後も続いた。
協和帝は阮文祥・尊室説の傀儡であることを不満とし、両名を排除するため、フランスに接近しようとしたが、これを知った阮文祥は慈裕太皇太后（紹治帝の皇后）に奏請したうえで協和帝を廃位し、陳践誠は殺害された。協和帝の在位期間はわずか4か月であった。
廃位された協和帝は王宮内の育徳学堂に幽閉され、そこで毒酒を飲むよう強制された。
次代の皇帝は、甥の建福帝である。